# Gaius Iulius Geminus Capellianus
Gaius Iulius Geminus Capellianus war ein im 2. Jahrhundert n. Chr. lebender römischer Politiker.
Durch Militärdiplome, die z. T. auf den 6. Dezember 157 und auf den 27. Dezember 159 datiert sind, ist belegt, dass Geminus Capellianus von 157 bis 159 Statthalter (Legatus Augusti pro praetore) in der Provinz Pannonia inferior war. Ein weiteres Diplom, das auf den 26. Oktober 161 datiert ist, belegt, dass er 161 zusammen mit Titus Flavius Boethus Suffektkonsul war; die beiden Konsuln traten ihr Amt vermutlich am 1. Oktober des Jahres an.